# Eurogate Duisburg
Das Eurogate – seit März 2016 auch The Curve genannt – ist ein geplanter Gebäudekomplex im Innenhafen von Duisburg für Büro- und Dienstleistungsnutzung. Seine Ellipsenform folgt dem Bogen des Holzhafens, die offene, niedrige Seite zeigt nach Süden, das Dach wird mit einer großflächigen Photovoltaikanlage ausgerüstet.

## Planung
Bereits 1990 im Masterplan für den Innenhafen von Sir Norman Foster and Partners als „Kompetenzzentrum für Strukturwandel, Städtebau und für erneuerbare Energien“ eingeplant, ist es das letzte, noch nicht fertiggestellte Gebäude. Der ursprüngliche Plan sieht Büros (20.000 Quadratmeter Grundfläche), ein Hotel (9.000 Quadratmeter) mit 150 Zimmern, Konferenzräumen (1.500 Quadratmeter), Einzelhandels- & Gastronomieflächen (5.000 Quadratmeter) sowie ein Parkhaus mit 720 Stellplätzen vor.
Mit dem Energiekonzept sollen sich 40 Prozent des Energiebedarfs eines normalen Gebäudes einsparen lassen. Dafür wird eine 7.500 Quadratmeter große Photovoltaikfläche eingebaut und das Hafenwasser als Kälte- und Wärmespeicher genutzt. Die Fensterflächen, Betonteile und das Belüftungskonzept sind auf niedrigen Energieverbrauch ausgelegt. Das Energiekonzept stammt von Schmidt Reuter Integrale Planung und Beratung Gesellschaft aus Köln.
Auf der internationalen Immobilienmesse MIPIM 2006 in Cannes wurde das Eurogate erneut präsentiert und Anfang März 2006 ein Wettbewerb für Investoren und Entwickler zu den konkreten Bauplänen ausgeschrieben.

## Bauvorbereitung und Erschließung

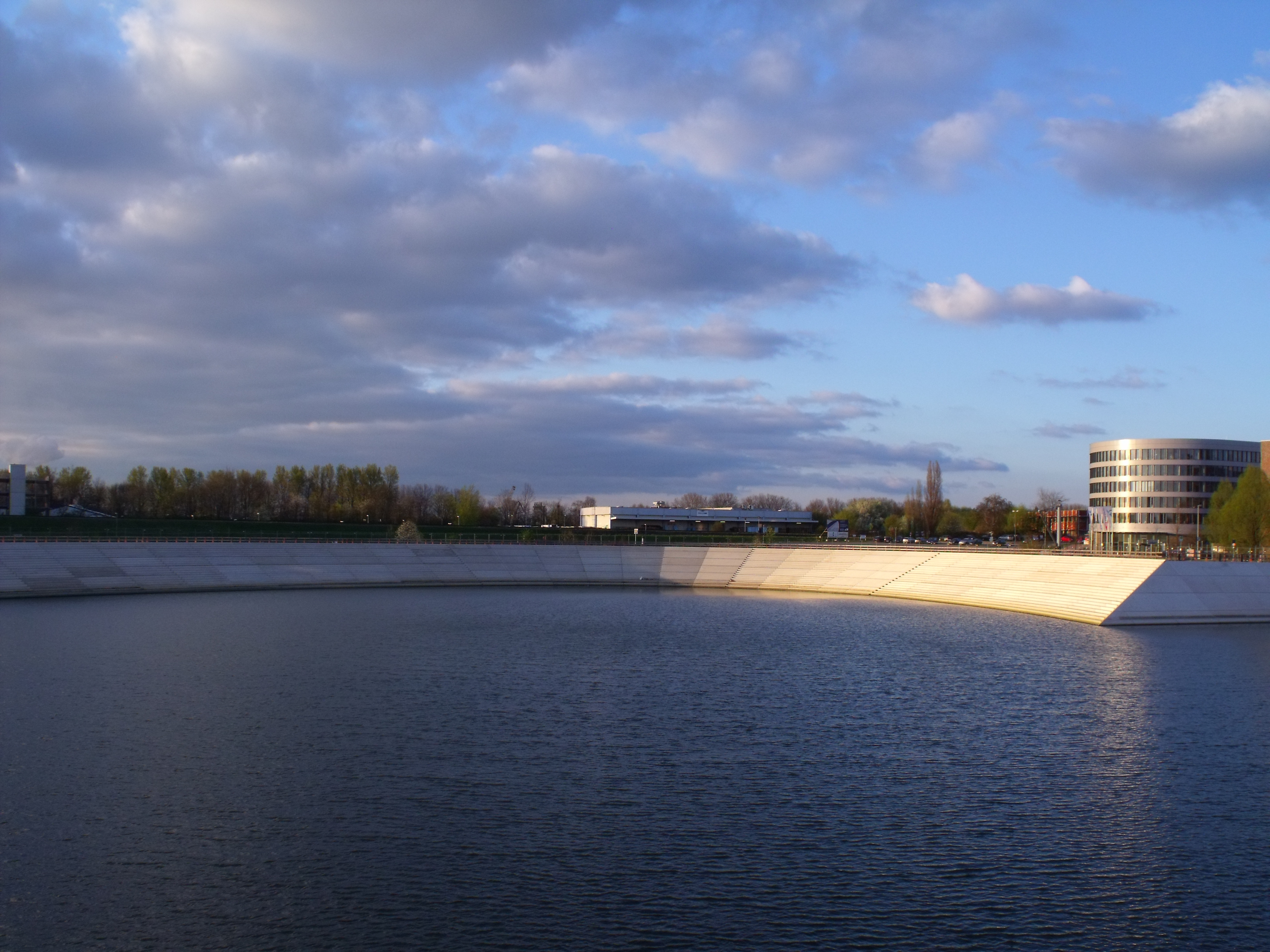
Bisher fertiggestellte Uferpromenade zur Erschließung des Baugeländes

Im Oktober 2007 wurde mit der Erschließung des Baugeländes des Eurogates begonnen. Hierzu wurde ein Teil des Holzhafens mit Waschbergen verfüllt und eine Stufenpromenade aus Stahlbeton erstellt. Zu Beginn der Baumaßnahmen mussten zum Erreichen eines tragfähigen Untergrundes fast 16.000 Kubikmeter Hafenschlamm ausgebaggert und fachgerecht entsorgt werden. Im Anschluss wurde das Hafenbecken mit etwa 180.000 Tonnen Waschbergematerial verfüllt.

### Stufenpromenade
Die Stufenpromenade ist auf Stahlrohr-Rammpfählen mit einem Durchmesser von 1,4 Metern gegründet. Diese wurden mit Hilfe eines Seilbaggers und eines Raupenkranes von einem Schwimmponton eingerammt. Insgesamt wurden über 850 laufende Meter Pfähle eingebaut. Die Stufenpromenade selbst besteht aus 574 Stahlbetonfertigteilen, die mit Hilfe eines mobilen Gittermastkranes montiert wurden. Der größte Balken hatte eine Länge von 37 Metern und ein Gewicht von fast 70 Tonnen. Die Uferpromenade hat eine Gesamtlänge von rund 370 Metern und verbindet das östliche mit dem westlichen Ufer.
Die Baukosten betrugen neun Millionen Euro. Die Arbeiten wurden von der Arbeitsgemeinschaft Erschließung Eurogate Duisburg bestehend aus den Firmen Wayss & Freytag Ingenieurbau AG, Bereich Mitte, Düsseldorf (techn. Geschäftsführer) und der Gebr. Neumann GmbH & Co. KG, Emden (kaufm. Geschäftsführer) ausgeführt. Nach einer Bauzeit von 13 Monaten wurden die Arbeiten an der Tribüne des Eurogates im November 2008 abgeschlossen.
Weiter beteiligt an Planung und Bau des Eurogates waren die IDE (Innenhafen Duisburg Entwicklungsgesellschaft) und die gfw (Gesellschaft für Wirtschaftsförderung Duisburg). In Ermangelung eines Investors war der Baubeginn für das eigentliche von Sir Norman Foster geplante Eurogate-Gebäude mehrfach verschoben worden.

### The Curve
Im März 2016 wurde bekannt, dass die Entwicklungsgesellschaft „die developer“ auf dem Areal das Projekt The Curve umsetzen wollte, das sich an den Eurogate-Planungen orientiert. Die Gesellschaft hat u. a. den ersten Bauabschnitt des Düsseldorfer Kö-Bogens erfolgreich umgesetzt. Der neue Entwurf für Duisburg stammt vom Architekturbüro Structurelab und sah ein entlang des Hafenbeckens geschwungenes Ensemble aus vier Baukörpern vor, welches als Bindeglied zwischen Stadtzentrum und Innenhafen fungieren sollte. Dafür würde die Wasserpromenade verlängert und die Fußgängerbrücke zum Duisburger Altstadtpark („Garten der Erinnerung“) besser angebunden werden.
Es war eine innenstadttypische Nutzungsmischung aus Büros, Wohnraum, einem Hotel und gastronomischen Betrieben vorgesehen. Geplant waren bis zu 100 überwiegend zum Wasser ausgerichtete Wohneinheiten, mit Grundflächen zwischen 50 und 150 Quadratmetern. Das Hotel sollte bis zu 250 Betten bereitstellen, die Büroflächen 20.000 Quadratmeter umfassen.
Der Baubeginn sollte laut Projektentwickler spätestens Anfang 2018 erfolgen, eine Eröffnung war nach 18 Monaten Bauzeit vorgesehen. Etwa 100 Millionen Euro sollten investiert werden.
Es traten jedoch Komplikationen bei der Baureifmachung auf, da die Tragfähigkeit des Bodens anders als beim Verkauf der Stadt angegeben nicht in einem „baureifen“ Zustand war. Der Grund ist, dass zwischen 2007 und 2008 bei der Verfüllung für das Eurogate unvorschriftsmäßig erzhaltiges Abfallmaterial aus der Steinkohlegewinnung durch die Duisburger Entwicklungsgesellschaft IDE verwendet wurde. Deshalb war geplant, den Boden mit 3500 Rüttelstopfsäulen zu verdichten. Der erzhaltige Boden erschwerte jedoch zudem eine Kampfmittelsondierung, die aufgrund neuer Erkenntnisse zu Bombenfunden in Hafengebieten vorausgesetzt wurde und für die Errichtung der Säulen benötigt worden wäre.
Im Herbst 2018 bezahlte die Stadt eine Summe im mittleren einstelligen Millionenbetrag an das Unternehmen, um sich von der nicht geleisteten Baureifmachung zu befreien. „die developer“ forderten jedoch 2019 weitere 5,5 Millionen Euro Nachlass, darunter 5 Millionen Euro für den Kaufpreis und eine Sicherheitspauschale von 500.000 Euro.
Anfang 2020 wurden die Verhandlungen mit der Entwicklungsgesellschaft abgebrochen. Insgesamt hat die Stadt Duisburg bisher über 12 Millionen Euro für The Curve ausgegeben. Es war geplant, das Gelände im 4. Quartal 2020 erneut unter anderen Bedingungen auszuschreiben. Als neuer Zieltermin für die Ausschreibung wird nun das 3. Quartal 2021 genannt.
Laut einem Gutachten von 2020 sei eine Gründung auf rund 600 Betonpfählen möglich und eine zusätzliche Kampfmittelsondierung in den Bohrlöchern deutlich kostengünstiger.

## Unterhalt
Aufgrund eines Beschlusses des Duisburger Stadtrates wurden im Juni 2015 550.000 Euro aus dem städtischen Haushalt bereitgestellt, um die treppenartig angelegte, aus Beton bestehende Konstruktion der Uferpromenade regelmäßig zu pflegen.